# Jorge Antônio Putinatti
Jorginho Antonio Putinatti, besser bekannt als Jorginho Putinatti (* 23. August 1959 in Marília) ist ein ehemaliger brasilianischer Fußballspieler.

## Karriere
Jorginho spielte von 1977 bis 1979 beim Marília AC und ab 1979 bei Palmeiras São Paulo. In den sieben Jahren kam er auf mindestens 100 Ligaspiele, in denen er 29 Treffer erzielte. Im Jahre 1987 stand er bei den Corinthians São Paulo unter Vertrag und kam in neun Ligaspielen zum Einsatz. In der folgenden Spielzeit unterschrieb er einen Vertrag bei Grêmio Porto Alegre und erzielte drei Treffer in 21 Ligaspielen. 1989 war er für den Guarani FC und den FC Santos aktiv; für letzteren absolvierte er zehn Ligaspiele. 1990 wurde Jorginho vom EC XV de Novembro aus Piracicaba verpflichtet. Nach elf Jahren in Brasilien wechselte er nach Japan zu Nagoya Grampus. Dort bestritt er 107 Ligaspiele und erzielte 30 Tore. Im Jahre 1994 beendete er seine Karriere.
Von 1983 bis 1985 war er für 16 Spiele in der brasilianischen Fußballnationalmannschaft aktiv und erzielte 1983 seine einzigen beiden A-Länderspieltore.